# Morte di Vincent van Gogh
La morte di Vincent van Gogh, il pittore postimpressionista olandese, avvenne la mattina presto del 29 luglio 1890, nella sua stanza all'Auberge Ravoux, nel villaggio di Auvers-sur-Oise.

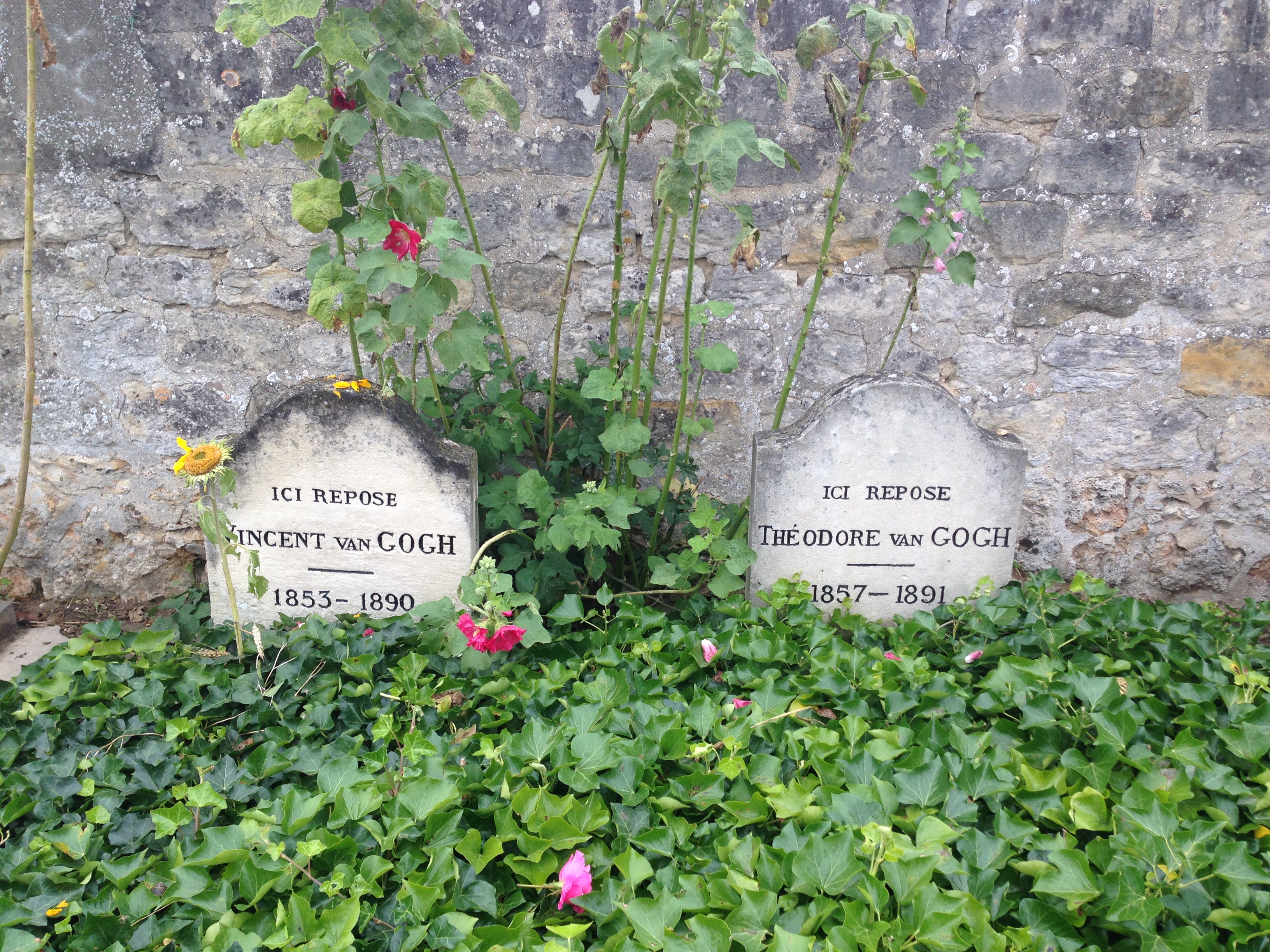
Le tombe di Vincent e Theo nel cimitero di Auvers-sur-Oise

## Contesto storico

### Primi presentimenti di una morte prematura
Già nel 1889 Vincent van Gogh scrisse a suo fratello Theo: "... per quanto riguarda il tempo che ho ancora davanti a me per il lavoro, penso che potrei presumere con sicurezza che il mio corpo reggerà per un certo numero di anni... tra 6 e 10", " ... Dovrei pianificare un periodo tra 5 e 10 anni... " Ronald de Leeuw, storico dell'arte ed ex direttore del Van Gogh Museum, lo interpreta come Van Gogh che "esprime il proprio presentimento di avere al massimo altri dieci anni di vita in cui realizzare i suoi ideali."

### Deterioramento della salute mentale
Nel 1889, Van Gogh ebbe un deterioramento della sua salute mentale. A seguito degli incidenti ad Arles che portarono ad una petizione pubblica, fu internato in ospedale. Le sue condizioni migliorarono poco tempo dopo; era pronto per essere dimesso nel marzo 1889, in coincidenza con il matrimonio di suo fratello Theo con Johanna Bonger. Tuttavia, all'ultimo momento venne colto da una nuova crisi e confidò al pastore Frédéric Salles, cappellano non ufficiale dei pazienti protestanti dell'ospedale, di voler essere confinato in un manicomio.  Su suggerimento di Salles van Gogh scelse un manicomio nella vicina Saint-Rémy. Theo dapprincipio resistette a questa scelta, suggerendo che Vincent si riunisse a Paul Gauguin a Pont Aven, ma alla fine si rassegnò, accettando di pagare le tasse di asilo (richiedendo la sistemazione di terza classe, più economica). Vincent entrò in manicomio all'inizio di maggio 1889. Le sue condizioni mentali rimasero stabili per un po' e fu in grado di lavorare en plein air, producendo molti dei suoi dipinti più iconici, come la Notte stellata. Tuttavia, alla metà di luglio, in seguito ad un viaggio ad Arles, ebbe una grave ricaduta che durò un mese e mezzo. Si riprese a fine agosto, solo per subire un'altra ricaduta alla fine di dicembre del 1889, e all'inizio di gennaio successivo una ricaduta acuta mentre andava a consegnare un ritratto di Madame Ginoux ad Arles. Quest'ultima ricaduta, descritta da Jan Hulsker come la più lunga e triste, durò fino al marzo 1890. Nel maggio 1890 Vincent fu dimesso dal manicomio (l'ultimo dipinto che aveva prodotto al manicomio, ripreso da un suo disegno del 1882-83 da cui aveva tratto anche una litografia, era Sulla soglia dell'eternità, un'immagine di desolazione e disperazione), e dopo aver trascorso alcuni giorni con Theo e Jo a Parigi, andò a vivere ad Auvers-sur-Oise, un comune a nord di Parigi popolare tra gli artisti.

### Cambio d'umore ad Auvers dal maggio 1890

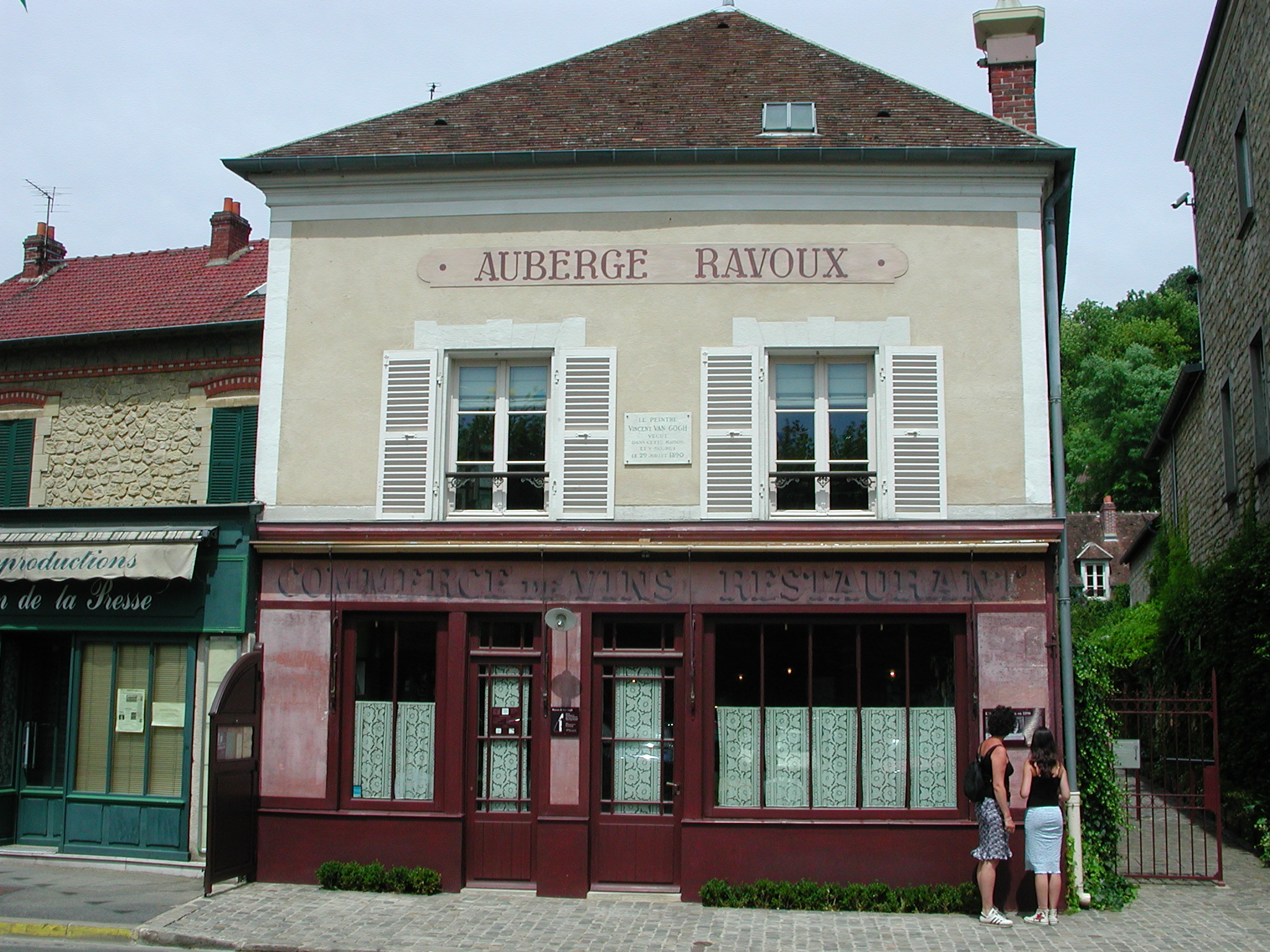
Auvers-sur-Oise, Auberge Ravoux

Poco prima di lasciare Saint-Rémy, Van Gogh raccontò di soffrire per la sua permanenza in ospedale: "I dintorni qui stanno iniziando a farmi appesantire più di quanto possa dire... Ho bisogno di un po' d'aria, mi sento sopraffatto dalla noia e dal dolore."
All'arrivo ad Auvers, la salute di van Gogh non era ancora molto buona. Scrivendo a Theo il 21 maggio, commenta: "Non posso fare nulla per la mia malattia. Sto un po' soffrendo proprio ora - il fatto è che dopo quel lungo isolamento i giorni mi sembrano settimane". Ma entro il 25 maggio, l'artista è in grado di riferire a sua madre che la sua salute era migliorata e che i sintomi della sua malattia erano scomparsi. Le lettere a sua sorella Wilhelmina il 5 giugno e a Theo e sua moglie Jo il 10 giugno circa indicano un miglioramento continuo, i suoi incubi sono quasi scomparsi.
Il 12 giugno circa scrisse ai suoi amici Ginoux ad Arles, dicendo loro che la sua salute aveva sofferto a Saint-Rémy, ma da allora era migliorata: "Ma in seguito avevo contratto la malattia degli altri pazienti a tal punto che non potevo essere guarito da solo. La compagnia degli altri pazienti ha avuto una cattiva influenza su di me e alla fine non sono stato assolutamente in grado di capirlo. Poi ho sentito che avrei fatto meglio a provare un cambiamento e, per quello, il piacere di rivedere mio fratello, la sua famiglia e i miei amici pittori mi ha fatto molto bene, e mi sento completamente tranquillo e normale."
Inoltre, una lettera non inviata a Paul Gauguin che Van Gogh scrisse intorno al 17 giugno è abbastanza positiva riguardo ai suoi piani per il futuro. Dopo aver descritto i suoi recenti studi sul grano colorato, spiega: "Vorrei dipingere alcuni ritratti su uno sfondo molto vivido ma tranquillo. Ci sono verdi di diversa qualità, ma dello stesso valore, in modo da formare un'intera tonalità di verde, che con la sua vibrazione ti farà pensare al dolce fruscio delle orecchie che ondeggiano nella brezza: non è affatto facile come una combinazione di colori." Il 2 luglio, scrivendo a suo fratello, Van Gogh commenta: "Anch'io sto cercando di fare il meglio che posso, ma non ti nasconderò che difficilmente oso contare sul fatto di essere sempre in buona salute. E se la mia malattia ritorna, mi perdoneresti. Amo ancora l'arte e la vita molto..."
Il primo segno di nuovi problemi si trova in una lettera che Van Gogh scrisse a Theo il 10 luglio. Prima afferma: "Sto molto bene, sto lavorando sodo, ho dipinto quattro studi e due disegni", ma poi continua dicendo: "Penso che non dobbiamo assolutamente contare sul dottor Gachet. Prima di tutto, lui è più malato di me, penso, o dovremmo dire altrettanto, quindi se un cieco guida un altro cieco, non finiranno tutti e due nel fosso? ... non so cosa dire. Certamente il mio ultimo attacco, che è stato terribile, fu in gran parte dovuto all'influenza degli altri pazienti e poi il Dr. Peyron non ci faceva caso, facendomi vegetare in quell'ambiente profondamente corrotto". Più avanti nella lettera aggiunge: "Per me stesso, posso solo dire al momento che penso che tutti abbiamo bisogno di riposo - Sento di aver fallito (in francese Je me sens - raté)". Con un tono ancora più disperato, aggiunge: "E la prospettiva diventa più scura, non vedo alcun futuro felice".
In un'altra lettera a Theo del 10 luglio circa, Van Gogh spiega: "Cerco di essere abbastanza allegro in generale, ma anche la mia vita è minacciata alla radice e anche il mio passo è instabile". Quindi commenta il suo lavoro attuale: "Ho dipinto altre tre grandi tele. Sono vaste distese di grano sotto cieli tormentati e non ho dovuto faticare troppo per cercare di esprimere tristezza ed estrema solitudine ". Ma aggiunge: "Sono abbastanza sicuro che queste tele vi diranno ciò che non posso dire a parole, cioè quanto salutare e corroborante trovo la campagna".
In una lettera a sua madre e sua sorella, scritta intorno al 12 luglio, Van Gogh sembra di nuovo essere in uno stato d'animo molto più positivo: "Sono abbastanza assorbito da quest'immensa pianura con campi di grano fino alle colline, sconfinato come l'oceano, il giallo delicato, il verde tenue delicato, il delicato viola di un pezzo di terra coltivato e infestante, con le macchioline regolari del verde delle piante di patate in fiore, tutto sotto un cielo di delicati toni di blu, bianco, rosa e viola. Sono in uno stato d'animo quasi troppo calmo, e sono dell'umore necessario per dipingere tutto."
Theo riconobbe che Vincent stava riscontrando problemi. In una lettera del 22 luglio 1890, scrisse: "Spero, mio caro Vincent, che la tua salute sia buona, e poiché dici che scrivi con difficoltà e non parli del tuo lavoro, ho un po' paura che ci sia qualcosa che ti preoccupa o che non va bene ". Continuò a suggerirgli di consultare il suo medico, il dottor Gachet.
Il 23 luglio van Gogh scrisse al fratello, sottolineando il suo rinnovato coinvolgimento nella pittura: "Sto dando alle mie tele la mia totale attenzione. Sto cercando di fare così come alcuni pittori che ho molto amato e ammirato... Forse darai un'occhiata a questo schizzo del giardino di Daubigny - è una delle mie tele più attentamente studiate. Sto aggiungendo uno schizzo di alcuni vecchi tetti di paglia e gli schizzi di due tele di dimensioni 30 che rappresentano vasti campi di grano dopo la pioggia."
Ritornò sulle sue radici e alcuni soggetti precedenti, e fece molte versioni di capanne (ad es. Case ad Auvers ).

### Lo sparo

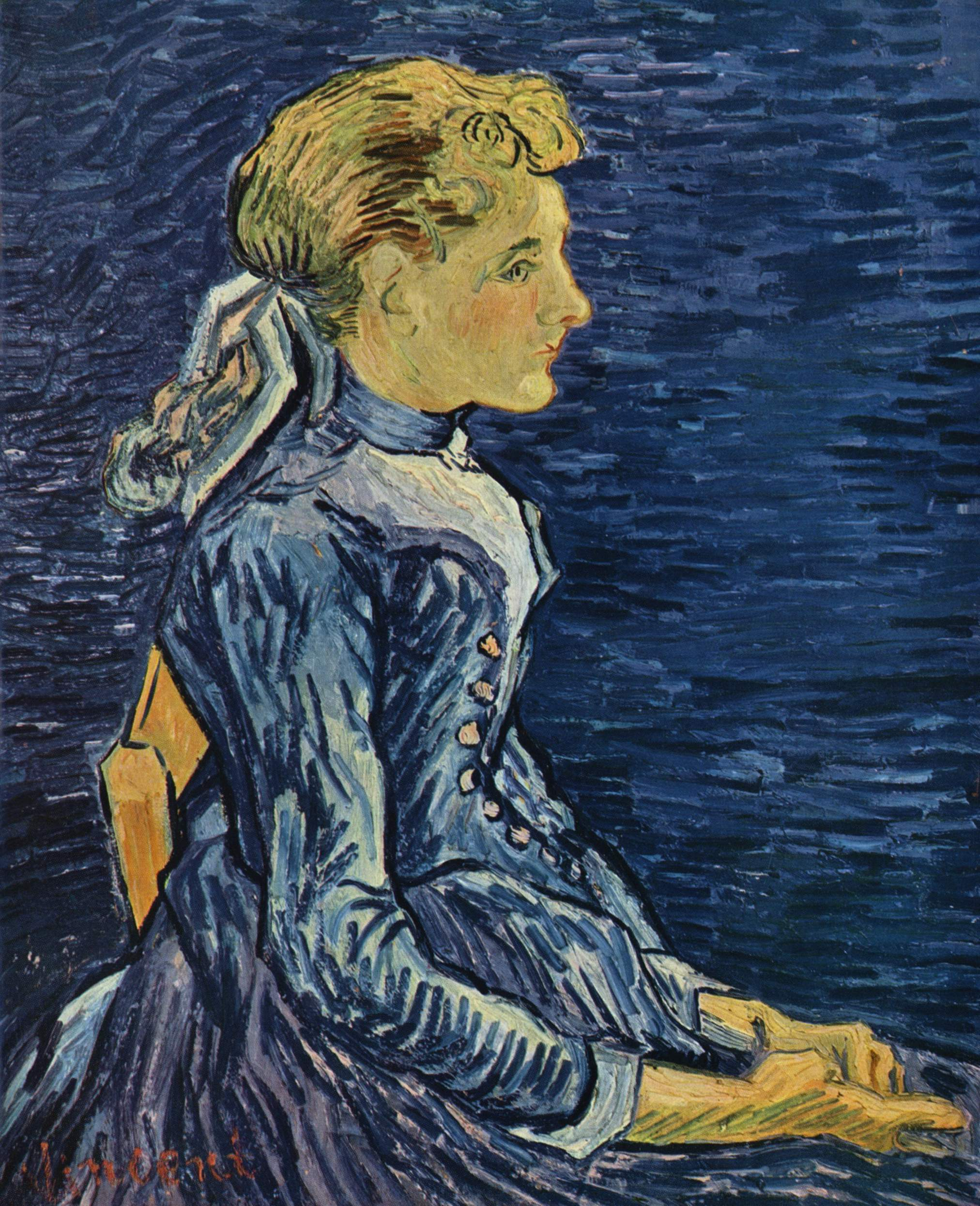
Vincent van Gogh, Ritratto di Adeline Ravoux (1890), collezione privata.

Adeline Ravoux, la figlia del locandiere che aveva solo 13 anni, ricordava chiaramente gli incidenti del luglio 1890. In un resoconto scritto a 76 anni, rafforzato dai ripetuti ricordi di suo padre, spiega come il 27 luglio Van Gogh lasciò la locanda dopo la prima colazione. Quando non era tornato al tramonto, date le normali abitudini dell'artista, la famiglia si preoccupò. Alla fine arrivò dopo il calar della notte, probabilmente intorno alle 21, trattenendosi lo stomaco. La madre di Adeline chiese se ci fossero problemi. Van Gogh iniziò a rispondere con difficoltà, "No, ma ho..." mentre saliva le scale fino alla sua stanza. Suo padre pensò di sentire dei gemiti, quindi salì in camera e trovò Van Gogh raggomitolato nel letto. Quando gli chiese se fosse malato, Van Gogh si girò di scatto e gli mostrò una ferita vicino al cuore spiegando: "Ecco, ho cercato di uccidermi, ma ho fatto cilecca". Durante la notte, Van Gogh raccontò di essere andato nel campo di grano dove aveva recentemente dipinto; nel pomeriggio si era sparato con una pistola ed era svenuto. Rianimato dal fresco della serata, aveva cercato invano di trovare la pistola per completare l'atto. Quindi tornò alla locanda.
Adeline continua spiegando come suo padre inviò Anton Hirschig, anch'egli artista olandese che soggiornava nella locanda, ad avvisare il Dott.Mazery, medico locale, che però era assente. Chiamò quindi l'amico e medico di van Gogh, il dottor Gachet, che coprì la ferita ma se ne andò immediatamente, considerandolo un caso senza speranza. Suo padre e Hirschig trascorsero la notte al capezzale di van Gogh. L'artista a volte fumava, a volte gemeva ma rimase in silenzio quasi tutta la notte, sonnecchiando di tanto in tanto. La mattina seguente, due gendarmi visitarono la locanda, interrogando van Gogh sul suo tentato suicidio. In risposta, il pittore affermò semplicemente: "Il mio corpo è mio, e sono libero di fare ciò che voglio con esso. Non accusare nessuno, sono io che volevo suicidarmi".
Non appena l'ufficio postale aprì il lunedì mattina, il padre di Adeline inviò un telegramma al fratello di Van Gogh, Theo, che si precipitò ad Auvers in treno nel pomeriggio. Adeline Ravoux spiega come i due sorvegliarono Van Gogh, che cadde in coma e morì verso l'una del mattino. (Il certificato di morte registra l'ora della morte come l'una e trenta.) In una lettera a sua sorella Lies, Theo raccontò dei sentimenti di suo fratello poco prima della sua morte: "Lui stesso voleva morire. Quando mi sono seduto al suo letto e ha detto che avremmo cercato di guarirlo e che speravamo che gli sarebbe stata risparmiata questo tipo di disperazione, ha detto "La tristesse durera toujours" (La tristezza durerà per sempre). Ho capito cosa voleva dire con quelle parole ".

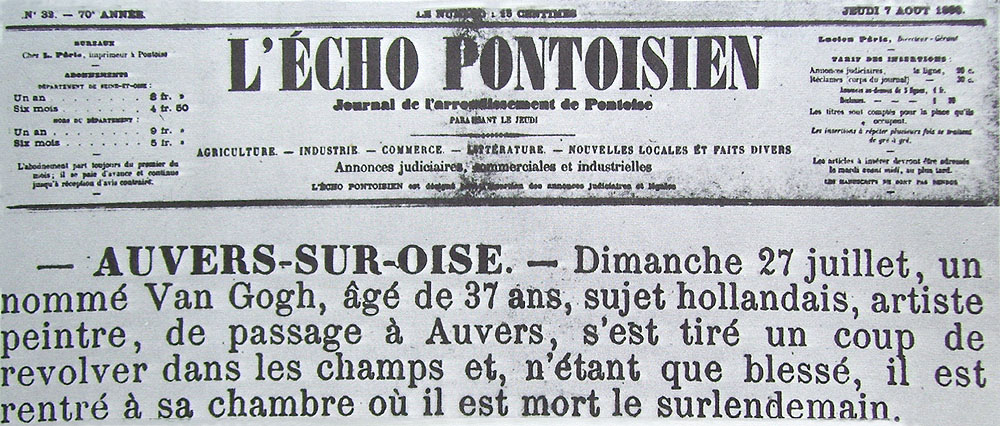
Articolo della morte di Van Gogh su L'Echo Pontoisien, 7 agosto 1890

Nel suo libro di memorie del dicembre 1913, la moglie di Theo, Johanna, fa riferimento prima a una lettera di suo marito dopo il suo arrivo al capezzale di Vincent: "Era contento che fossi venuto e che stessimo insieme tutto il tempo. Poveretto, ha avuto dalla sua parte pochissima felicità , e non gli rimangono illusioni. Il peso a volte diventa troppo pesante, si sente così solo... " E dopo la sua morte, scrisse:" Una delle sue ultime parole è stata: 'Vorrei poter morire così" e il suo desiderio fu esaudito. Pochi istanti ed è tutto finito. Aveva trovato la pace che non riusciva a trovare sulla terra..."
Émile Bernard, artista e amico di van Gogh, arrivato ad Auvers il 30 luglio per il funerale, racconta una storia leggermente diversa, spiegando che la domenica sera van Gogh uscì in campagna“, posò il cavalletto contro un pagliaio dietro il castello di Auvers, e sparò un colpo di pistola contro sé stesso.” Ci racconta come Van Gogh aveva detto che “il suo suicidio era stato assolutamente intenzionale e che lo aveva fatto in completa lucidità”. Quando il dottor Gachet gli disse che sperava ancora di salvargli la vita, Van Gogh rispose: “Allora dovrò farlo di nuovo.”

### Il funerale
Oltre al resoconto di Adeline Ravoux, la lettera di Émile Bernard ad Albert Aurier fornisce i dettagli del funerale che si tenne nel pomeriggio del 30 luglio 1890. Il corpo di Van Gogh fu esposto nella "stanza del pittore" dove era circondato dall' "alone" delle sue ultime tele e masse di fiori gialli, tra cui dalie e girasoli. Il suo cavalletto, lo sgabello pieghevole e la scatola di colori e pennelli erano in piedi, o appoggiati davanti alla bara. Tra quelli che vennero, c'erano gli artisti Lucien Pissarro e Auguste Lauzet. La bara fu portata via dal carro funebre alle tre. La compagnia salì la collina fuori da Auvers sotto il sole caldo; Theo e molti altri singhiozzavano pietosamente. Il piccolo cimitero con nuove lapidi si trovava su una piccola collina sopra i campi maturi per il raccolto. Il dottor Gachet, cercando di reprimere le lacrime, balbettò alcune parole di elogio, esprimendo la sua ammirazione per un "uomo onesto e un grande artista... che aveva solo due scopi, l'arte e l'umanità. Ed è l'arte, che egli amava e perseguiva sopra ogni altra cosa, che lo farà vivere ancora."

### Polemica sulla biografia di Naifeh e Smith
Nel 2011, gli autori Steven Naifeh e Gregory White Smith hanno pubblicato una biografia, Van Gogh: The Life, in cui hanno sfidato il racconto convenzionale della morte dell'artista. Nel libro, Naifeh e Smith sostengono che era improbabile che Van Gogh si fosse suicidato, notando la disposizione ottimista dei dipinti che aveva creato immediatamente prima della sua morte; inoltre, nella corrispondenza privata, van Gogh ha sempre descritto il suicidio come peccaminoso e immorale. Gli autori si chiedono anche come Van Gogh avrebbe potuto percorrere la distanza di circa 2 km tra il campo di grano e la locanda dopo aver subito la ferita mortale allo stomaco, come avrebbe potuto ottenere una pistola nonostante i suoi noti problemi di salute mentale, e perché gli attrezzi per la pittura di van Gogh non siano mai stati trovati dalla polizia.
Naifeh e Smith svilupparono un'ipotesi alternativa in cui van Gogh non si suicidò, ma piuttosto fu una possibile vittima di omicidio colposo accidentale o gioco disgustoso. Naifeh e Smith sottolineano che il proiettile è entrato nell'addome di Van Gogh in un angolo obliquo, non dritto come ci si potrebbe aspettare da un suicidio. Sostengono che van Gogh conosceva i ragazzi che avrebbero potuto sparargli, Gaston e Reneé Secretan, uno dei quali aveva l'abitudine di indossare un completo da cowboy, e che era andato a bere con loro. Naifeh ha detto: "Quindi, hai un paio di adolescenti che hanno una pistola malfunzionante, hai un ragazzo a cui piace giocare a cowboy, probabilmente hai tre persone che hanno bevuto troppo". Naifeh concluse che "l'omicidio accidentale" era "molto più probabile". Gli autori sostengono che lo storico dell'arte John Rewald visitò Auvers negli anni '30 e registrò la versione degli eventi che è ampiamente creduta. Gli autori postulano che, dopo essere stato ferito a morte, Van Gogh accolse con favore la morte e credette che i ragazzi gli avessero fatto un favore; quindi, la sua affermazione sul letto di morte ampiamente citata: "Non accuso nessuno... sono io che volevo uccidermi."
Il 16 ottobre 2011, un episodio della rivista TV 60 Minutes ha trasmesso un rapporto che esplora la contesa della biografia di Naifeh e Smith. Un certo credito è stato dato alla teoria dagli esperti di Van Gogh, che citano un'intervista con l'uomo d'affari francese René Secrétan registrata nel 1956, in cui egli ha ammesso di tormentare (ma in realtà di non aver sparato) l'artista. Tuttavia, questo nuovo resoconto biografico è stato accolto con un certo scetticismo.
Anche lo scettico Joe Nickell non era convinto e offriva spiegazioni alternative. Nel numero di luglio 2013 della rivista Burlington, due degli specialisti della ricerca del Museo Van Gogh di Amsterdam, Louis van Tilborgh e Teio Meedendorp, presentano una teoria secondo cui al momento della sua morte, Van Gogh era in stato di difficoltà, sia personale (mentalmente e fisicamente), che con i rapporti con suo fratello Theo, e dunque probabile candidato al suicidio. Presentano anche spiegazioni alternative alle teorie presentate da Naifeh e Smith. 
Nel 2014, su richiesta di Smith e Naifeh, l'esperto di pistole Dr. Vincent Di Maio ha esaminato le prove forensi riguardanti le riprese di Van Gogh. Di Maio notò che per spararsi all'addome sinistro Van Gogh avrebbe dovuto tenere la pistola in un angolo molto imbarazzante, e che ci sarebbero state bruciature di polvere nera sulle sue mani e altri segni sulla pelle intorno alla ferita, nessuno dei quali è notato nel rapporto contemporaneo. Il dott. Di Maio ha concluso:
"Ritengo che, con ogni probabilità medica, la ferita subita da Van Gogh non sia stata autoinflitta. In altre parole, non si è sparato da solo."